# 파탄 (구자라트주)

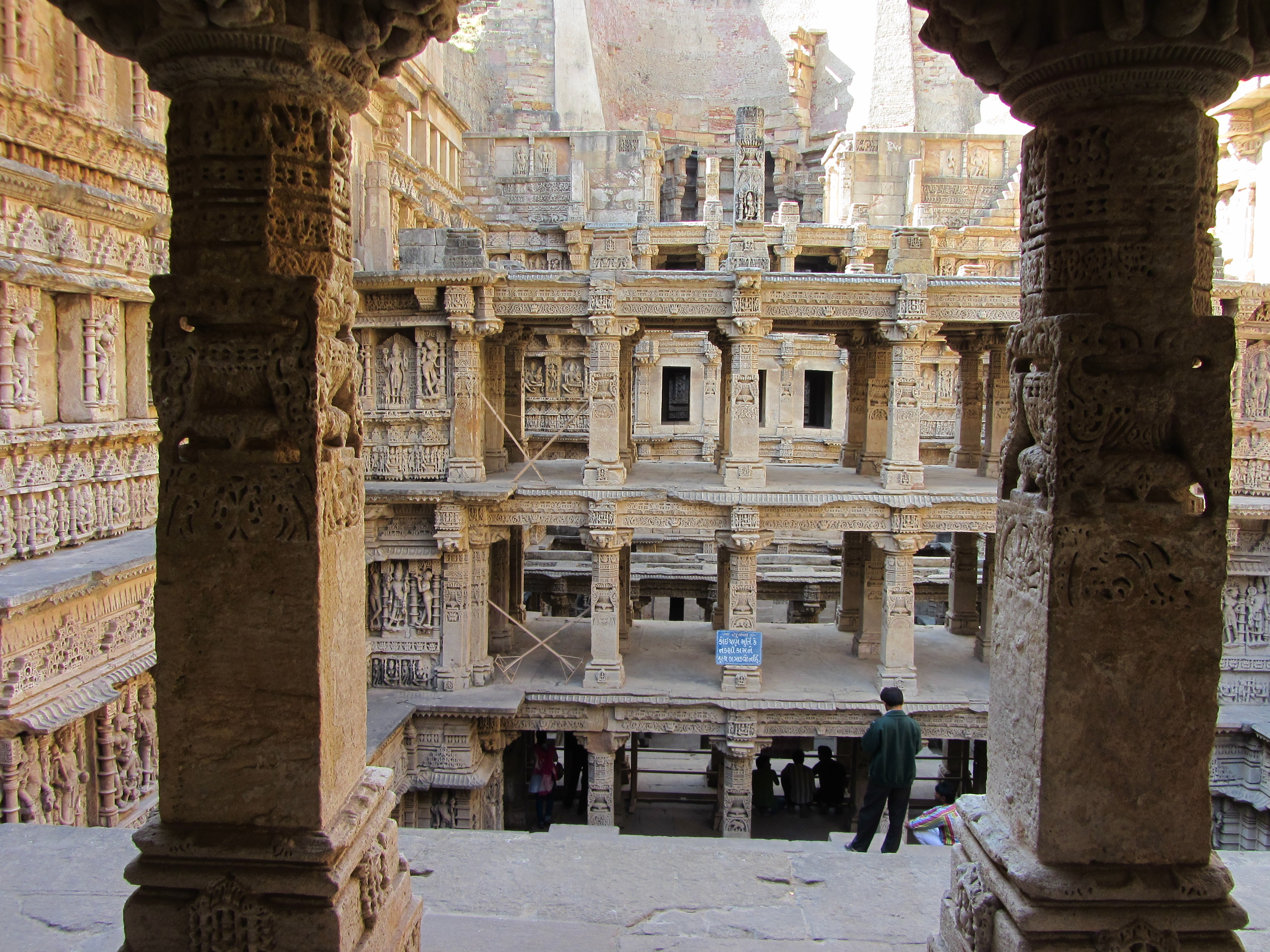

파탄(영어: Patan)은 인도 구자라트주의 도시이다.